# Liste der Kulturdenkmale in Utendorf
Die Liste der Kulturdenkmale in Utendorf umfasst die als Ensembles, Straßenzüge und Einzeldenkmale erfassten Kulturdenkmale in der thüringischen Gemeinde Utendorf.
Die Angaben in der Liste ersetzen nicht die rechtsverbindliche Auskunft der zuständigen Denkmalschutzbehörde.

## Legende
- Bild: zeigt ein Bild des Kulturdenkmals und gegebenenfalls einen Link zu weiteren Fotos des Kulturdenkmals im Medienarchiv Wikimedia Commons
- Bezeichnung: Name, Bezeichnung oder die Art des Kulturdenkmals
- Lage: Wenn vorhanden Straßenname und Hausnummer des Kulturdenkmals; Grundsortierung der Liste erfolgt nach dieser Adresse. Der Link Karte führt zu verschiedenen Kartendarstellungen und nennt die Koordinaten des Kulturdenkmals.
 Kartenansicht, um Koordinaten zu setzen – in dieser Kartenansicht sind Kulturdenkmale ohne Koordinaten mit einem roten bzw. orangen Marker dargestellt und können in der Karte gesetzt werden. Kulturdenkmale ohne Bild sind mit einem blauen bzw. roten Marker gekennzeichnet, Kulturdenkmale mit Bild mit einem grünen bzw. orangen Marker.
- Datierung: gibt das Jahr der Fertigstellung beziehungsweise das Datum der Erstnennung oder den Zeitraum der Errichtung an
- Beschreibung: bauliche und geschichtliche Einzelheiten des Kulturdenkmals, vorzugsweise die Denkmaleigenschaften
- ID: Die ID identifiziert das Kulturdenkmal eindeutig. In Thüringen sind aktuell keine IDs veröffentlicht. In der ID-Spalte kann sich auch folgendes Icon  befinden, dies führt zu Angaben zu diesem Kulturdenkmal bei Wikidata.

## Kulturdenkmale in Utendorf
| Bild                                    | Bezeichnung                             | Lage                           | Datierung | Beschreibung | ID |
| --------------------------------------- | --------------------------------------- | ------------------------------ | --------- | --- | -- |
| weitere Bilder Fotos hochladen          | Evangelische Kirche                     | Schulberg 1 (Karte)            |           | Kirche samt künstlerischer Ausstattung, Kirchhof und Einfriedung, auch Bestandteil des Denkmalensembles „Historischer Ortskern“ |    |
| Fotos hochladen                         | Denkmalensemble „Historischer Ortskern“ | Hauptstraße, Schulberg (Karte) |           | bestehend aus Hauptstraße 14, 24, 27, 28, 29, 30, 33, 34, 36, 37, 38, 40, 43, 44, 50, 69 und Schulberg 1, 2, 10                 |    |
| BW                                      | Wohnhaus und Scheune                    | Hauptstraße 6 (Karte)          |           | Wohnhaus mit Scheune und Innenausstattung                                                                                       |    |
| BW                                      | Wohnhaus                                | Hauptstraße 28 (Karte)         |           | auch Bestandteil des Denkmalensembles „Historischer Ortskern“                                                                   |    |
| Direkt Bild zu diesem Denkmal hochladen | Wohnhaus                                | Hauptstraße 29                 |           | auch Bestandteil des Denkmalensembles „Historischer Ortskern“                                                                   |    |
| BW                                      | Scheune                                 | Hauptstraße 36 (Karte)         |           | auch Bestandteil des Denkmalensembles „Historischer Ortskern“                                                                   |    |
| Direkt Bild zu diesem Denkmal hochladen | Wohnhaus                                | Hauptstraße 37                 |           | auch Bestandteil des Denkmalensembles „Historischer Ortskern“                                                                   |    |
| Direkt Bild zu diesem Denkmal hochladen | Wohnhaus                                | Hauptstraße 38                 |           | auch Bestandteil des Denkmalensembles „Historischer Ortskern“                                                                   |    |
| Direkt Bild zu diesem Denkmal hochladen | Wohnhaus                                | Hauptstraße 40                 |           | auch Bestandteil des Denkmalensembles „Historischer Ortskern“                                                                   |    |
| BW                                      | Wohnhaus                                | Hauptstraße 43 (Karte)         |           | auch Bestandteil des Denkmalensembles „Historischer Ortskern“                                                                   |    |
| BW                                      | Ehemalige Schule                        | Schulberg 2 (Karte)            |           | auch Bestandteil des Denkmalensembles „Historischer Ortskern“                                                                   |    |
| Direkt Bild zu diesem Denkmal hochladen | Schule                                  | Schulberg 10                   |           | auch Bestandteil des Denkmalensembles „Historischer Ortskern“                                                                   |    |